# Teatro Niccolini
Le Teatro Niccolini à Florence est situé dans la Via Ricasoli, à quelques pas du Duomo.

## Histoire
Le théâtre a une longue histoire. Jusqu'au début du XXe siècle, il est appelé Teatro del Cocomero, d'après l'ancien nom de la rue où il est situé — cocomero (« pastèque »).

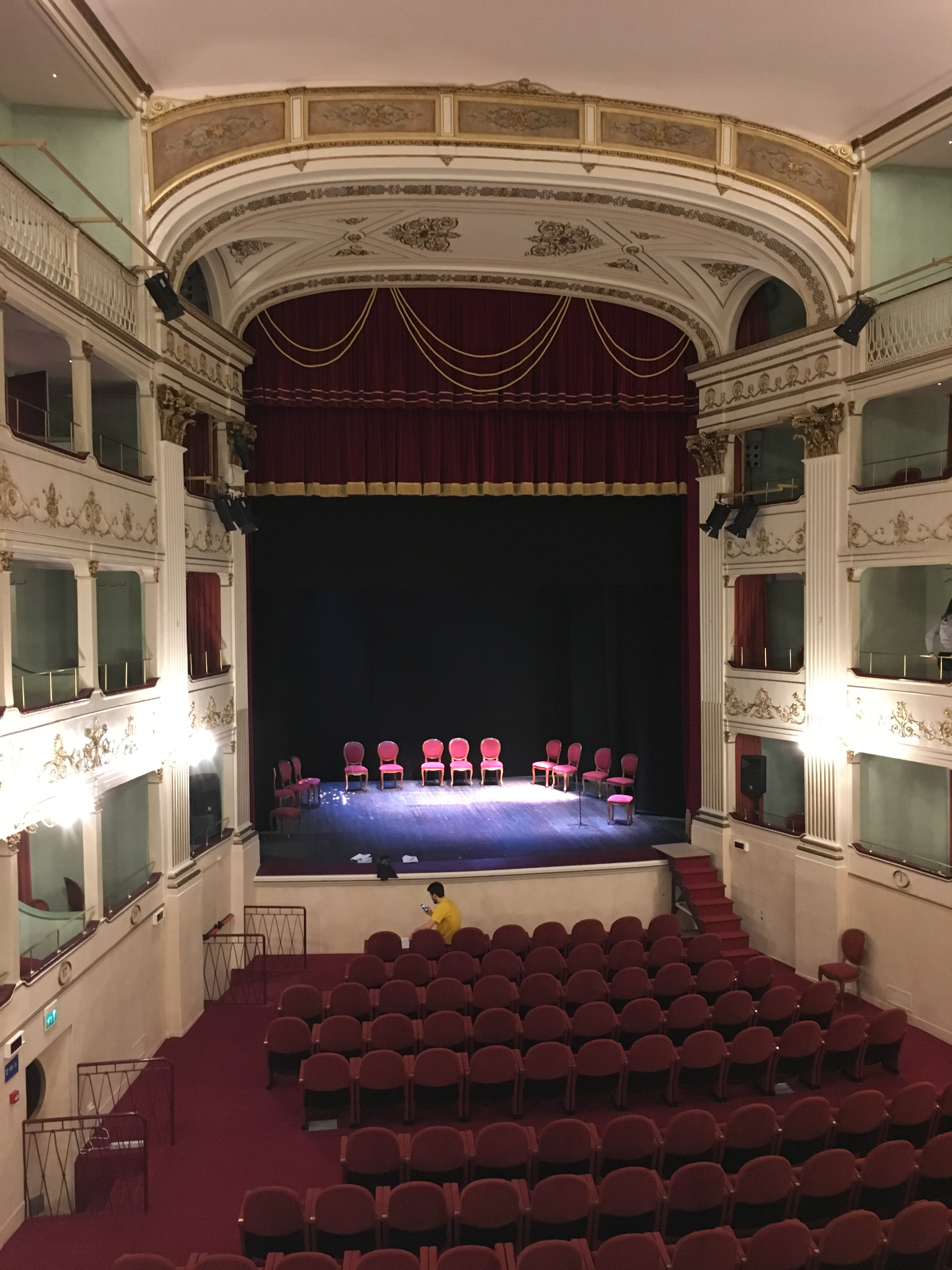
La scène.

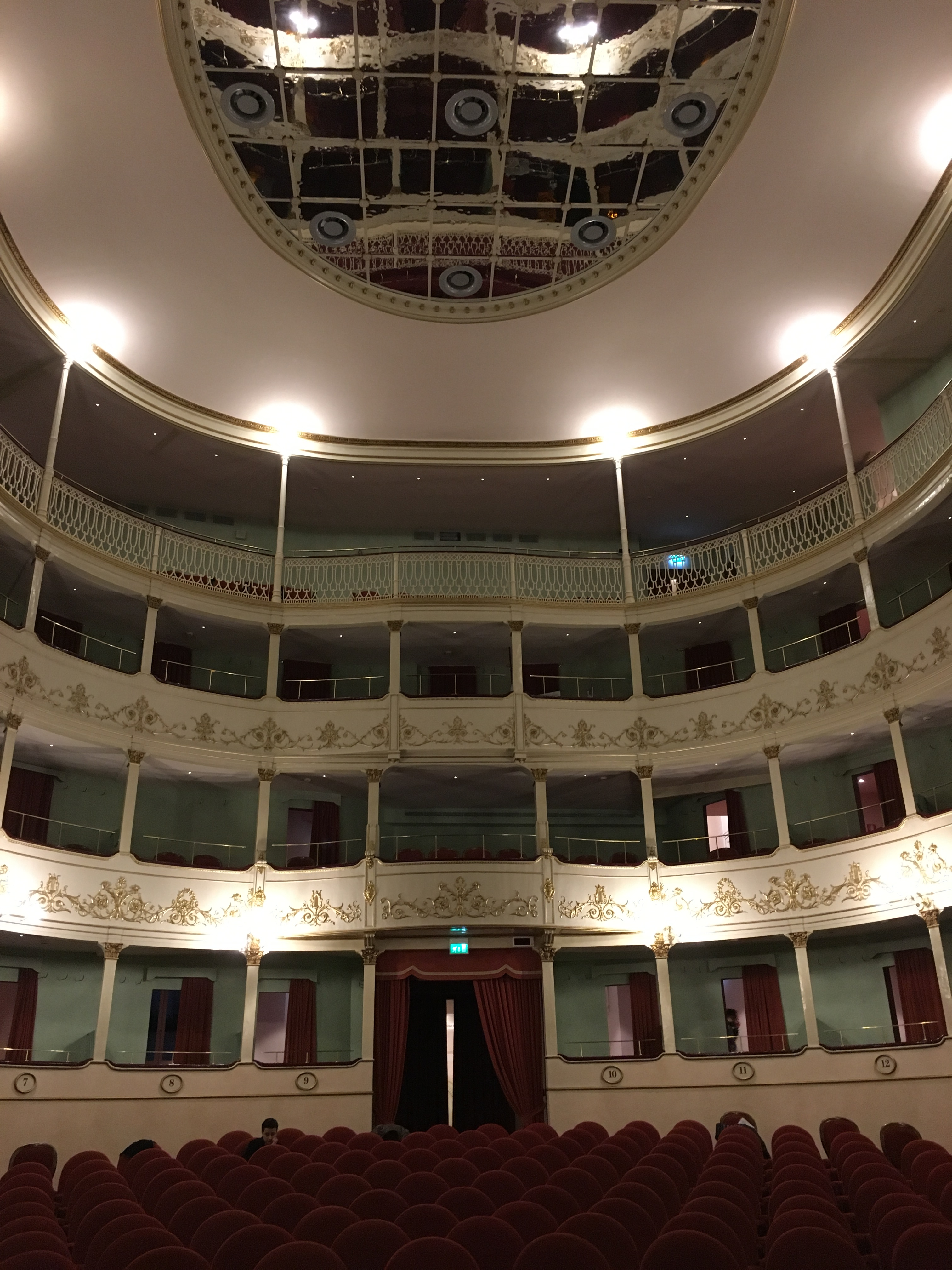
La salle.

En 1648 don Lorenzo de' Medici est l'un des fondateurs de l'Académie dramatique, premier exemple d'école et de société stable du théâtre de prose dans la ville, qui avait son siège dans la Via del Parione, ensuite transféré lors sa construction au palazzo Corsini al Parione. Avec la protection du cardinal Gian Carlo de' Medici, l'académie commence à utiliser le Teatro del Cocomero, qui vient d'être construit par Niccolò degli Ughi et dans lequel sont représentés des tragédies et des comédies classiques, divertissement noble des aristocrates et même pour la famille grand-ducale.
Cette période est témoin d'une grande floraison des académies et associations et bientôt, une filiale du groupe d'acteurs qui se sont divisés et une partie en partenariat avec le teatro alla Pergola, où il est principalement représenté les plus récents mélodrames.
La partie restée au théâtre Niccolini a pris le nom d'Académie dramatique, avec la devise « en plein feu », et comme symbole, une bombe, qui peut encore être vu au-dessus de la voûte de l'entrée principale du théâtre. À la Pergola, l'«Accademia degli immobili » est née avec la devise « in sua movenza è fermo ». Ces paradigmes opposés peuvent donner une idée claire de la façon dont les deux camps étaient hétérogènes.
En 1657, a eu lieu la première de Scipione in Cartagine et en 1674 de Tacere et amare de Jacopo Melani, en 1707, le Rodrigo du jeune Haendel.
Le théâtre de la via del Cocomero, donc, prend le nom de teatro degli Infocati, tandis qu'en 1861, il prend celui actuelle de « théâtre Niccolini », en l'honneur de Giovanni Battista Niccolini, le grand tragédien, mort la même année.
À Florence, entre les années 1970 et 1980, il devient un véritable théâtre de répertoire, dédié à la prose, grâce à l'engagement du florentin, Roberto Toni, avec quelques compagnies théâtrales qui y ont produit leurs représentations. Parmi les spectacles accueillis à la Niccolini, on peut citer ceux d'Ingmar Bergman, le Living Theatre de Carmelo Bene, Vittorio Gassman...
Le théâtre est actif jusqu'à la fin des années 1980, quand la prose a été déplacé vers le teatro della Pergola. Aujourd'hui, au teatro Verdi, au teatro Comunale et au teatro Goldoni sont représentés des spectacles en prose, mais pas de manière permanente.
En 2003, le théâtre est occupé pendant plus de trois jours par un réseau de jeunes militants locaux, devenant ainsi une zone temporairement autonome (TAZ), où ont eu lieu des célébrations et des débats, dont le but est de sensibiliser à l'abandon dans lesquels sont tombés de nombreux espaces consacrés à la culture et les arts à Florence, parmi lesquels le théâtre Niccolini.
En 2007, commence la rénovation du théâtre, achetés par l'éditeur Mauro Pagliai et se poursuit jusqu'en 2015. Le théâtre est destiné à être utilisé en journée par l'Opera del duomo pour la projection d'une vidéo de la préparation de la visite du complexe de la Cathédrale, du Campanile, du Baptistère et du Museo dell'Opera ; la nuit le théâtre est destiné aux événements, gérés par la Fondation du théâtre de Toscane (qui gère également l'ancien teatro della Pergola). À l'occasion de la réouverture l'Accademia degli Infuocati, qui s'occupera de l'organisation des manifestations culturelles dans le théâtre, a également été refondée par Pagliai.
L'inauguration du nouveau Théâtre Niccolini a lieu le 8 janvier 2016, après près de vingt années de la restauration. Ce jour-là est présenté un spectacle de Paolo Poli, qui dans les années 1980, a travaillé à plusieurs reprises sur cette scène. Actuellement, il est un centre multifonctionnel.

## Galerie de photographies

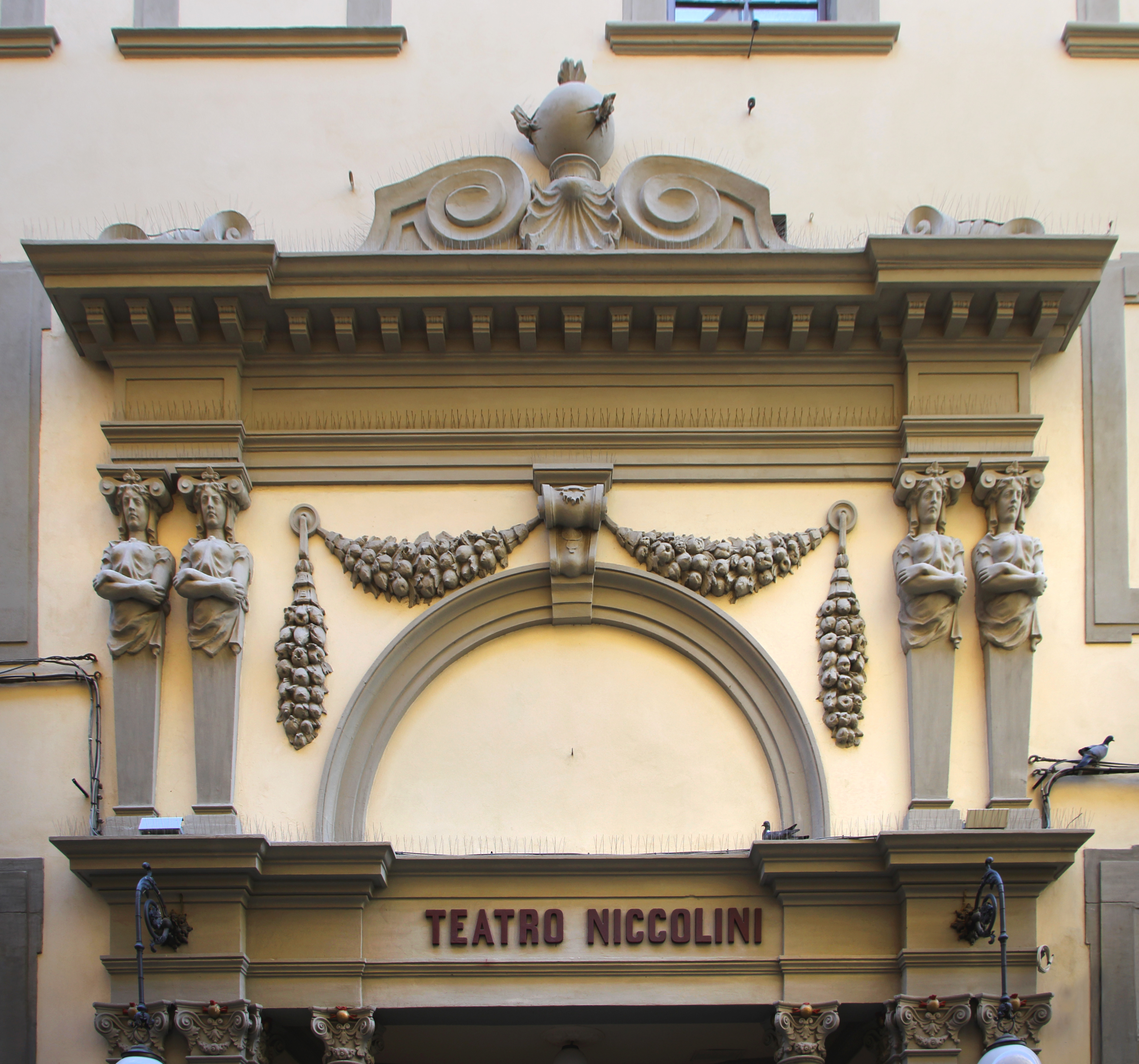
Détail du portail de l'entrée principale, via Ricasoli.
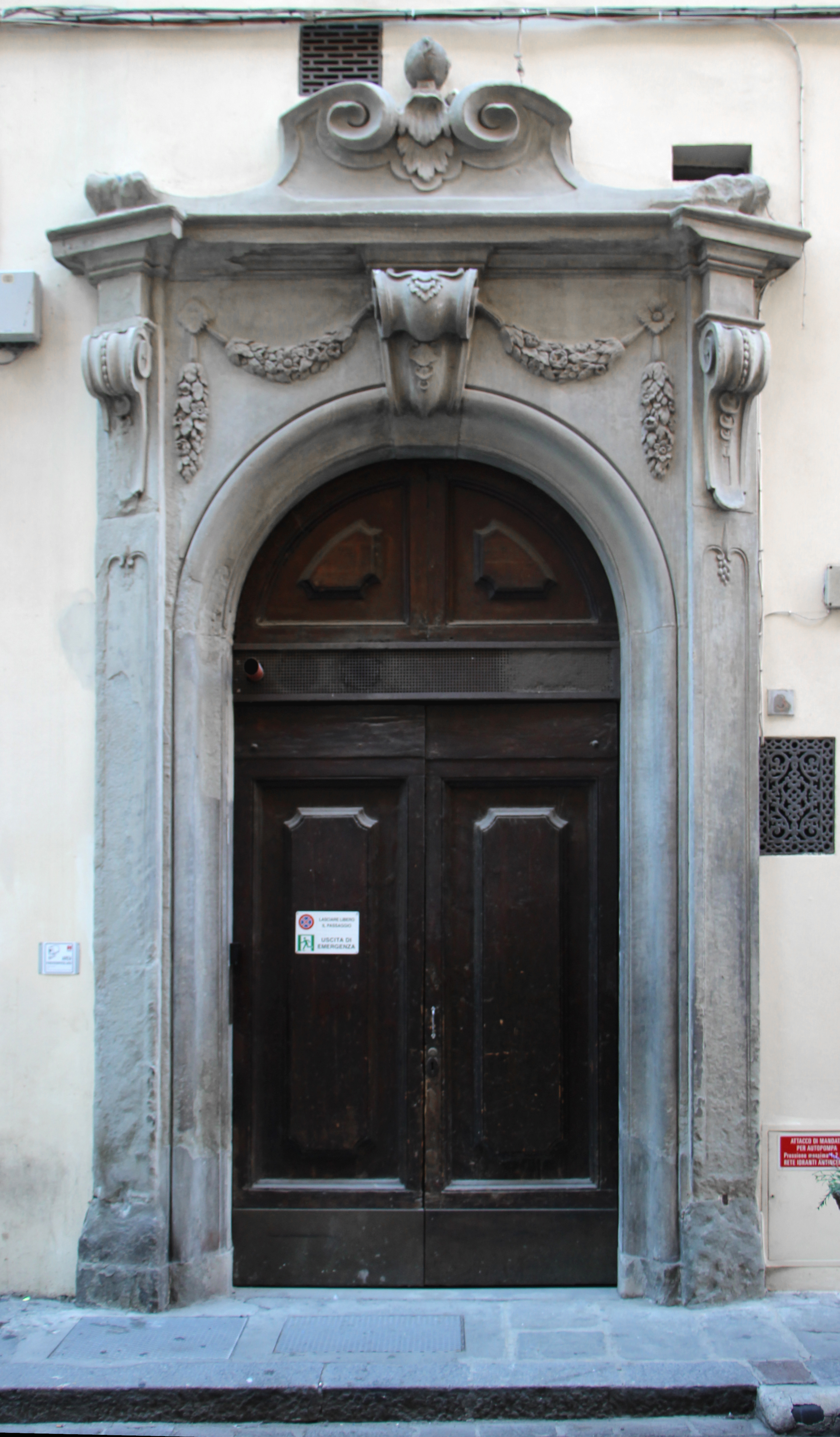
L'entrée des artistes, elle aussi sur la via Ricasoli.
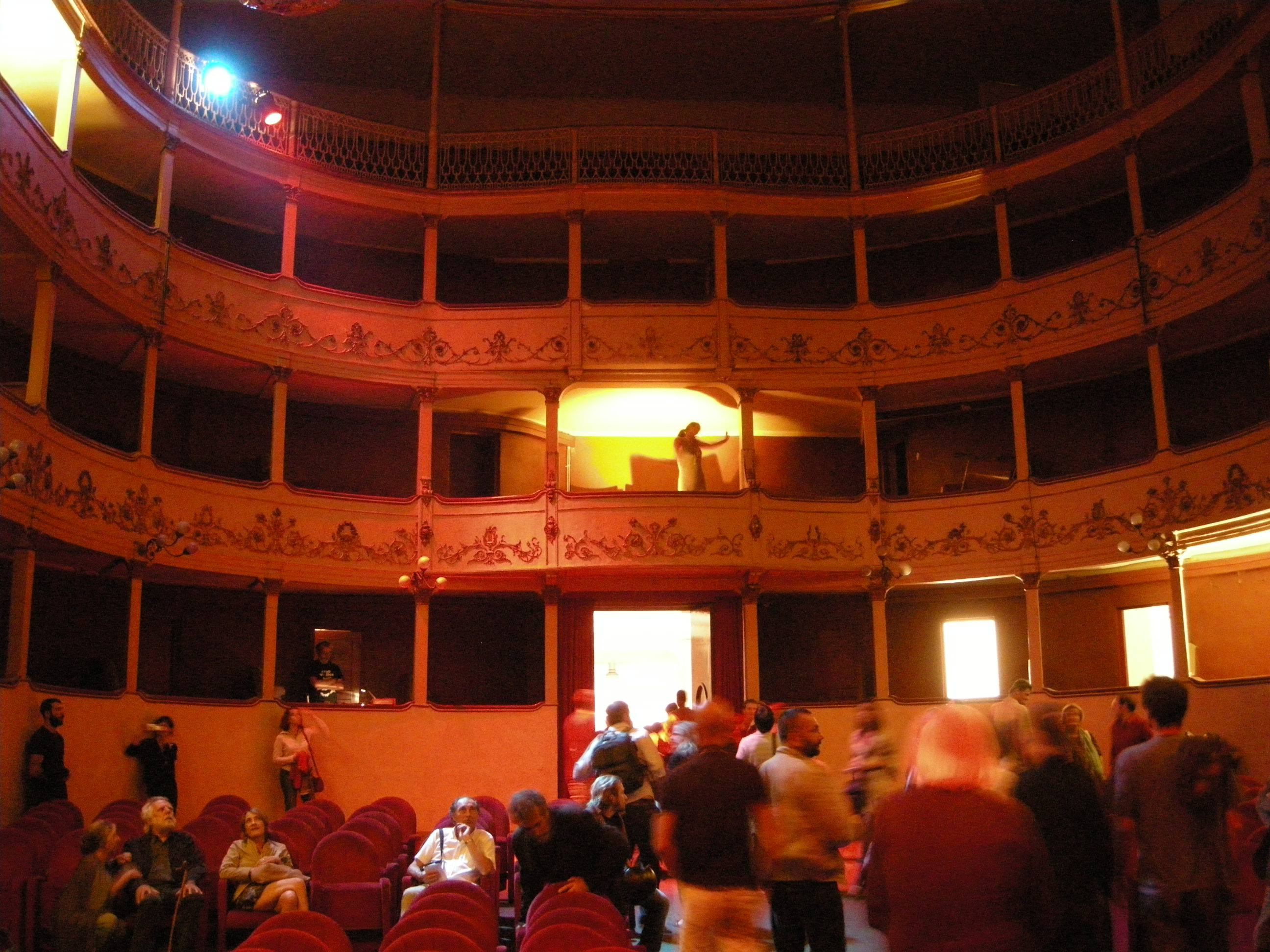
L'intérieur.
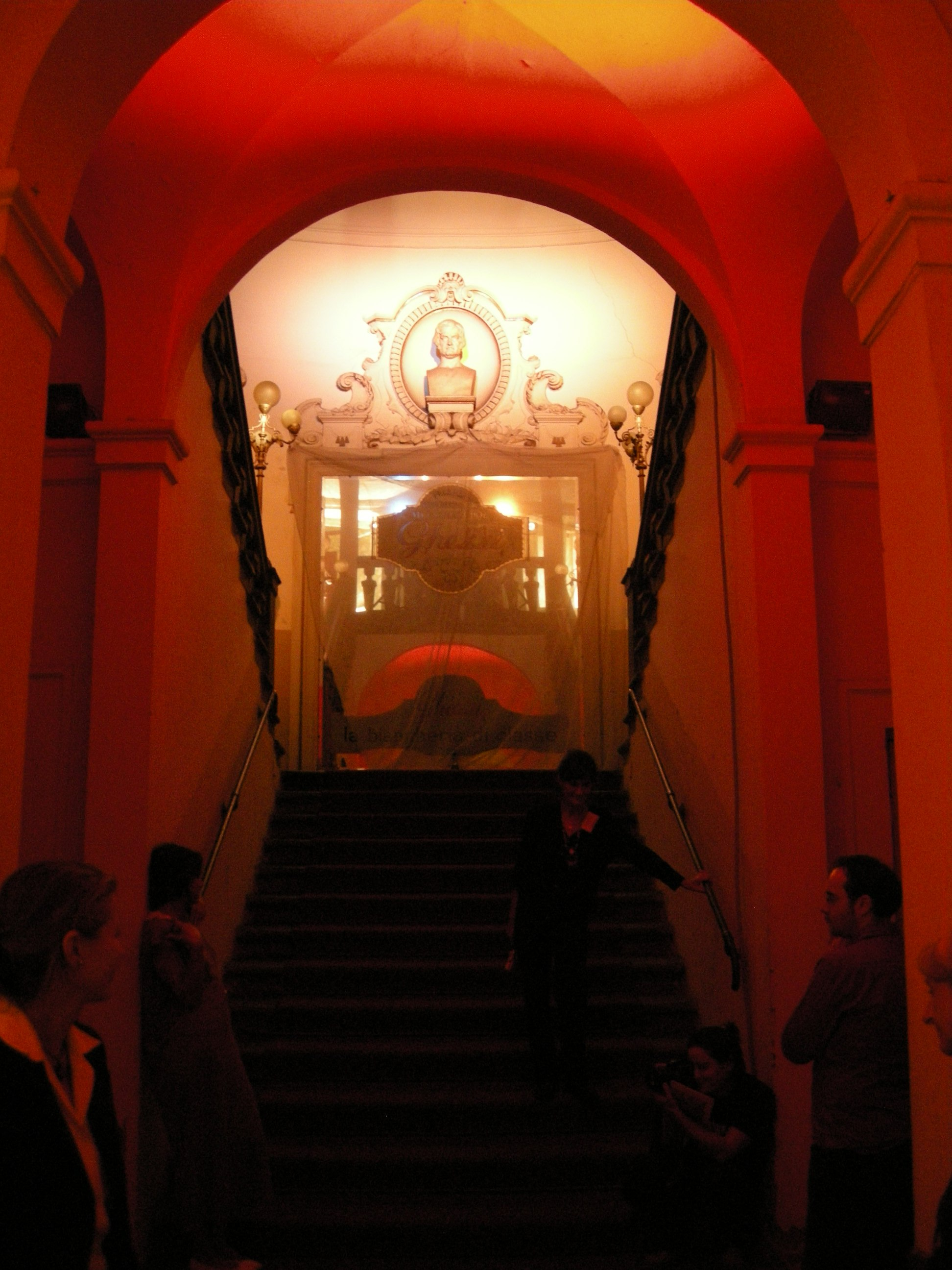
L'escalier.